# Asteroid Terrestrial-impact Last Alert System (ATLAS)
Asteroid Terrestial-impact Last Alert System (ATLAS) – astronomiczny program badawczy mający na celu wykrywanie planetoid potencjalne zagrażających Ziemi. Program został stworzony przez Uniwersytet Hawajski, a ufundowała go NASA. Sieć badawcza składa się z czterech 50-centymetrowych teleskopów (dwa na Hawajach, jeden w Chile i jeden w RPA), automatycznie skanujących niebo każdej nocy.

## Teleskopy
ATLAS łączy w sobie sieć małych teleskopów o polu widzenia 7,5° i bardzo silnych kamerach. Są to teleskopy Wrighta-Schmidta, mające średnicę 50 cm, f/2, mające montaż paralaktyczny. Matryca CCD kamery ma rozdzielczość 110 megapikseli. Skrawek nieba naświetlany jest przez około 30 sekund, po czym jest odczytywany przez 5 sekund. Przez to teleskop może przeskanować około 25% nieba 4 razy w ciągu doby. Całe niebo w ciągu nocy da się przeskanować 2 razy, osiągając przy tym graniczną wielkość gwiazdową 20 magnitudo.

## Odkrycia

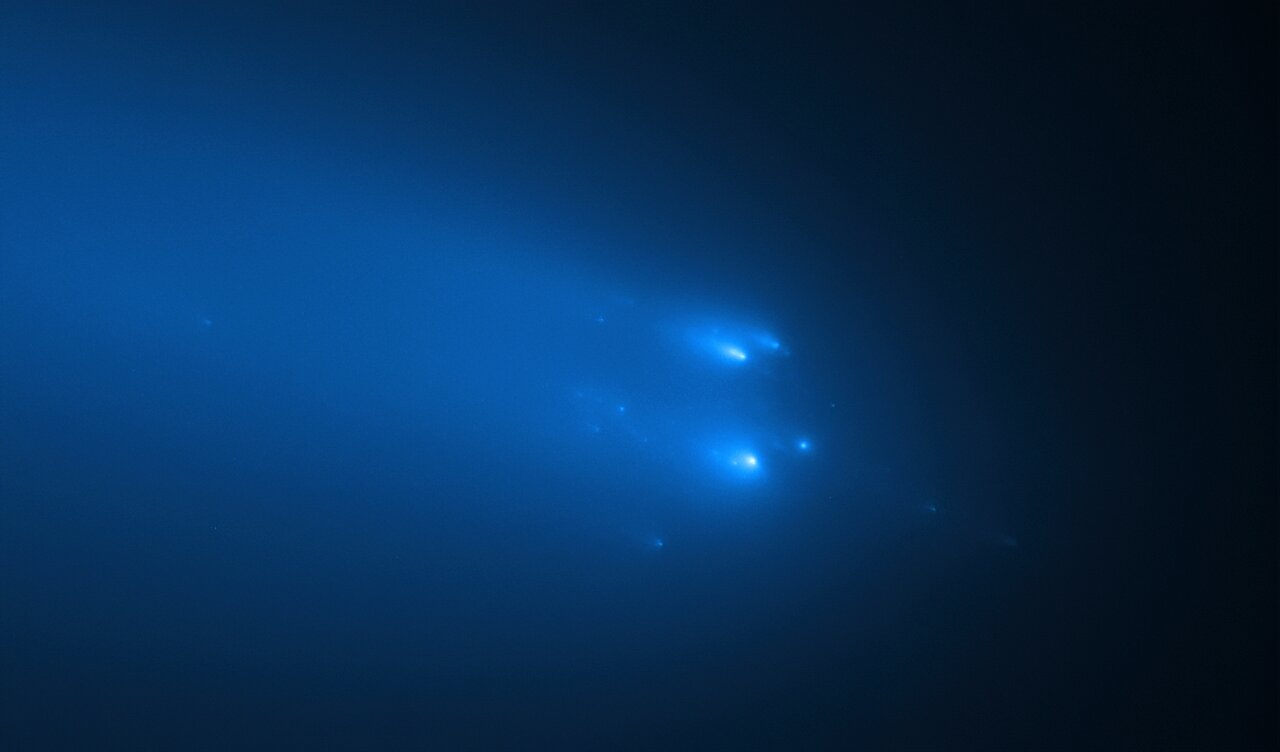
Rozpadająca się kometa C/2019 Y4 (ATLAS)

W ramach programu ATLAS zaobserwowano i skatalogowano około 580 tys. planetoid i komet. Najważniejsze odkrycia to:
- C/2019 Y4
- 2018 RC
- 2019 MO
- C/2020 M3
- SN 2018cow

### Liczba obiektów odkrytych przez ATLAS
Do kwietnia 2023 roku w ramach programu ATLAS odkryto:
- planetoidy bliskie Ziemi: 875 (w tym 83 potencjalnie zagrażające Ziemi)
- komety: 80
- supernowe: 14383